# Nero (DC Comics)
Alexander Nero è un personaggio immaginario, un super criminale dell'Universo DC. Questo personaggio fu creato da Judd Winick e Darryl Banks in Lanterna Verde (vol. 3) n. 132 (gennaio 2001).

## Biografia del personaggio
Nero era un artista distruttivo e mentalmente disturbato a cui fu donato un anello del potere giallo dai Qwardiani, simile a quello di Sinestro.
Durante la sua permanenza in un istituto per malati mentali, prima di ricevere il suo anello del potere, fu sottoposto al trattamento per la cura di diversi disordini mentali come la schizofrenia, la paranoia, e disordini bipolari. Nero affermò che i suoi genitori abusarono di lui, anche se, dato il suo stato mentale, tali affermazioni non poterono essere prese sul serio.
Nero fu il secondo tentativo dei Qwardiani di abbattere la nuova Lanterna Verde Kyle Rayner, in quanto il primo tentativo fu Fatality. Al fine di avere qualcuno con la stessa immaginazione e le stesse abilità artistiche di Rayner, i Qwardiani trovarono Nero, che aveva una storia di disegni violenti e immagini oscure nel suo istituto. Nero fu designato come l'"arcinemico" di Kyle Rayner, vedendo quanto entrambi erano artisti di immaginazione limitata. Nero fuggì dal manicomio, ma si ritrovò a battersi contro due Lanterne Verdi, Alan Scott e Kyle Rayner. Ne seguì una battaglia e Alan Scott fu gravemente ferito da Nero, costringendo Kyle a ritirarsi e a chiamare l'intervento della Justice League. Kyle non chiese alla League di fermare Nero, ma di prepararsi a ucciderlo, facendo leva sul fatto che il suo anello del potere era una delle armi più potenti dell'universo e che la sua insanità lo rendeva una grave minaccia. Mentre la League declinava la sua richiesta di uccidere Nero, nessuno di loro fu in grado di sconfiggerlo in numerose schermaglie. Alla fine, Flash trovò dei nastri registrati dei suoi genitori e Kyle li fece partire. Queste immagini consumarono Nero, traumatizzandolo e causando la sua sconfitta.
Nero ritornò qualche tempo dopo quando l'energia residua della Grande Batteria Centrale si fece sentire (fu lasciata nel Sole dopo che Hal Jordan si sacrificò per riaccenderlo nel crossover The Final Night). Sia i poteri di Nero che quelli di Kyle Rayner furono grandemente incrementati e ingaggiarono una battaglia nello spazio che avrebbe determinato chi dei due avrebbe rivendicato quel potere. Kyle fu in grado di battere Nero e rivendicare il potere residuo (che lo fece diventare Ion per la prima volta) e si credette che Nero invece fu preso, o salvato, dai Qwardiani.
Nero fu visto quando il super criminale Ultra-Humanite imprigionò tutti gli esseri super potenti della Terra e fece loro il lavaggio del cervello al fine di renderli il proprio esercito personale.

### Un Anno Dopo
Alexander Nero tornò, rivelando di essersi mascherato da Kyle Rayner durante una precedente battaglia contro Hal Jordan, che si confrontò con lui per i suoi crimini. Nero fu presumibilmente responsabile per il massacro una volta attribuito a Kyle Rayner, e dopo una battaglia sia contro Kyle che contro Hal Jordan, rimase in uno stato vegetativo dopo essere stato sopraffatto dal potere di Ion. Prima di entrare totalmente in questo stato, rivelò che era stato costretto a quella farsa da un gruppo sconosciuto. Kyle, quindi, partì verso Oa al fine di cercare risposte dai Guardiani dell'Universo, portando Nero con lui. Tuttavia, quando Nero si svegliò su Oa, in presenza dei Guardiani, sembrò rilasciare naturalmente un'enorme quantità di energia, come se stesse per esplodere. Tenuto sotto sorveglianza dai Guardiani, sempre rotto ma ora conscio, Nero affermò di non poter dare un nome ai propri misteriosi appaltatori. I Guardiani confermarono che lo stesso nemico, o nemici, che misero Alexander Nero (ed Effigy) contro Kyle e che alterarono la mente di Nero, cancellarono ogni traccia sul riconoscimento di questo misterioso gruppo.
Nero fu rilasciato dalla sua "cella scientifica" insieme a Superboy-Prime e molti altri durante l'assalto dei Sinestro Corps su Oa. Nero si nascose ed eluse la cattura prima di trovare e confrontarsi con Kyle e Sodam Yat vicino Oa in Tales of the Sinestro Corps: Ion Special. Durante questo scontro, si scoprì che furono i Sinestro Corps i responsabili della manipolazione di Nero perché impersonasse Kyle Rayner. Lavorando insieme, Kyle e Sodam Yat riuscirono a sconfiggere l'artista impazzito e riportarlo nella sua cella scientifica. Nonostante indossi un anello giallo, Nero non è membro dei Sinestro Corps.
Dopo la sua partecipazione alla rivolta in una cella scientifica, Nero fu giustiziato dalle Lanterne Alpha. La pozza di sangue lasciata attirò successivamente un anello nero del potere, che ricostituì il corpo di Nero, trasformandolo in una Lanterna Nera.

## Poteri e abilità
Come per gli anelli delle Lanterne Verdi, Nero è in grado di creare costrutti di luce solida utilizzando il suo anello giallo del potere, eccetto che questo è potenziato dalla luce gialla della paura. Le disabilità mentali e la psicosi di Nero gli permettono di utilizzare la sua immaginazione primitiva, creando costrutti in numeri e complessità che imitano quelli di molte Lanterne Verdi, incluso Kyle Rayner. Rayner fece intendere che dato che il suo anello del potere poteva dividere un atomo e causare un'esplosione atomica, l'anello di Nero era probabilmente in grado di replicare la stessa caratteristica.